# Nowokriwoszeino
Nowokriwoszeino (ros. Новокривошеино) – wieś (sieło) w Rosji, w obwodzie tomskim, w rejonie kriwoszeińskim. W 2010 liczyła 579 mieszkańców.